# 미쓰타 마코토
미쓰타 마코토(일본어: 満田 誠, 1999년 7월 20일 ~ )는 일본의 축구 선수이다.

## 구단 경력
그는 2022년 J1리그의 산프레체 히로시마에 입단했다. 2022년과 2023년 J1리그 3위. 2022년 J리그컵 우승, 천황배 준우승을 차지했다. 2024년까지 87경기에 출전하여, 16득점을 넣었다. 2025년 2월 감바 오사카로 이적했다.

## 국가대표팀 경력
그는 2022년 EAFF E-1 풋볼 챔피언십에 참가할 일본 국가대표팀에 발탁되었으며, 7월 24일 중국와의 경기에서 데뷔, 대회 우승. 2022년까지 국제 A매치 통산 2경기에 출전했다.

## 통계
| 일본 | 일본 | 일본 |
| 연도 | 출전 | 득점 |
| ---- | ---- | ---- |
| 2022 | 2    | 0    |
| 통산 | 2    | 0    |